# Истинска гнездовка
Истинската гнездовка (Neottia nidus-avis) е многогодишно растение от семейство Орхидеи, земна орхидея, безхлорофилна, сапрофитно растение. През 1586 г. е описана от френския ботаник и лекар Жак Делешамп, който сравнява коренището и с птиче гнездо, откъдето идва името гнездовка.

## Морфологично описание
На височина достига от 15 до 40 cm. Истинската гнездовка е восъчно-жълтеникаво-кафява на цвят. Съцветията са гроздовидни, цветчетата са със звънчевидна форма и са подредени спираловидно. Околоцветните листчета са кафяви и еднакви, а устната е раздвоена на върха. Листата на тази дива орхидея също са кафяви. Върху изсъхналото стебло след прецъфтяване остават празните семенни капсули до следващата година. Ризомата (достига до 10 – 12 cm.) е хоризонтално разположена, от нея излизат същинските корени с дебелина до 5 mm и дължина до 10 cm.
Истинската гнездовка цъфти от май до края на юни в зависимост от климатичните особености на района. Цъфтежът може да бъде подземен. Опрашва се от насекоми, може и да се самоопрашва чрез полени при опадане на цветовете и от цветния прашец, отложен върху стеблото като налеп.

## Биологично описание
Истинската гнездовка много често е разглеждана като паразитно растение тъй като е безхлорофилна и не фотосинтезира. Като повечето орхидеи, истинската гнездовка има по-бавна обмяна на веществата, подсигурена от добре разработени механизми на пестене на хранителен ресурс. Потребностите от вода и азот са значително занижени поради липсата на хлорофил, който е основен техен консуматор. Симбиозна е с микоризи – гъбички на семейството Sebacinaceae. Гъбните хифи подпомагат корените на растението да извличат необходимите му хранителни вещества. Всъщност не се приемат като сапрофити в тесния смисъл на термина, а по-скоро са хетеротрофити, тъй като имат несамостойно хранене. През 1899 г. Ноел Бернар отбелязва, че при истинската гнездовка, наблюдавана в гората на Фотенбло, хифите играят решаваща роля за покълването и поникването на растението. По-късно е отбелязано, че това е общо явление, присъщо на всички орхидеи. Хифите служат като псевдокорени, от които корените на орхидеята получават хранителни вещества. Симбиозата между корените на растенията и гъбите е крехка, поддържа се чрез механизъм на секретиране на orchinol hircynol, който предотвратява навлизането на хифните нишки в самия корен на растението. Neottia, Limodorum, Corallorhiza и Monotropa Epipogium са единствените сапрофити в умерения климатичен пояс.

## Разпространение
Почва – предпочита неутрално pH, основно листовка, вирее в сенчести дъбови, букови, габърови гори. Тези диви орхидеи са разпостранени из горите (до 1500 м надморска височина) на почти цяла България, Европа, Азиатската част на Турция и Африка – в Алжир.

## Синоними
| - Ophrys nidus-avis L. (1753) – Basionyme - Epipactis nidus-avis (L.) Crantz (1769) - Listera nidus-avis (L.) Curtis (1778) - Helleborine nidus-avis (L.) F.W. Schmidt (1793) - Helleborine succulenta F.W.Schmidt (1793) - Malaxis nidus-avis (L.) Bernh. (1800) - Serapias nidus-avis (L.) Steud. (1821) | - Neottidium nidus-avis (L.) Schltdl. (1823) - Distomaea nidus-avis (L.) Spenn. (1825) - Neottia abortiva Gray (1821) - Neottia macrostelis Peterm. (1844) - Neottia squamosa Dulac (1867) - Neottia orobanchoidea St.-Lag. (1880) |